# Autogrill
Autogrill es una multinacional italiana del sector restaurantero en carretera y en terminales aeroportuarias, marítimas y de ferrocarril, el mayor del mundo en este sector, que está controlada en un 59% por el Edizione Holding, vehículo de inversión de la familia Benetton, también posee World Duty Free. Autogrill opera en 40 diferentes países, principalmente en Europa y Norteamérica, con más de 250 licencias y marcas registradas. En febrero de 2023, Dufry adquirió una participación mayoritaria en la empresa. Más del 90% del negocio de la compañía proviene de puntos de venta en terminales aeroportuarias y áreas de servicio en autopistas.

## Historia

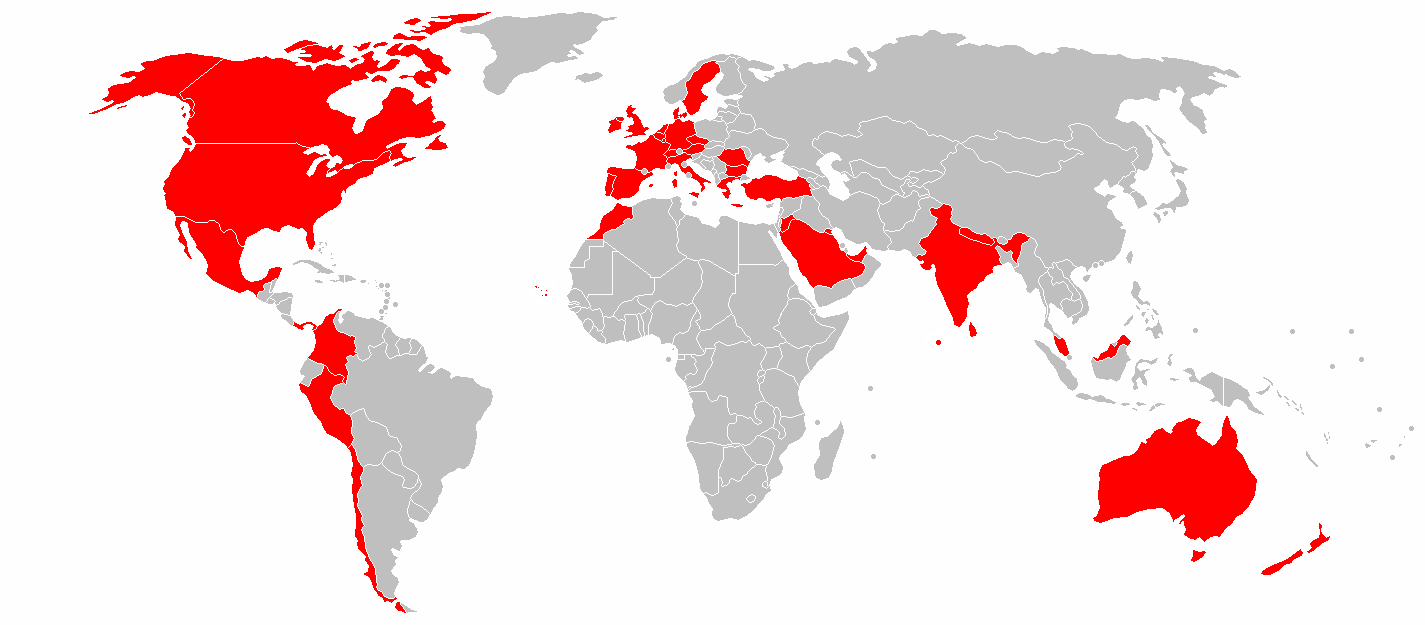
Localización global de las operaciones de Autogrill.

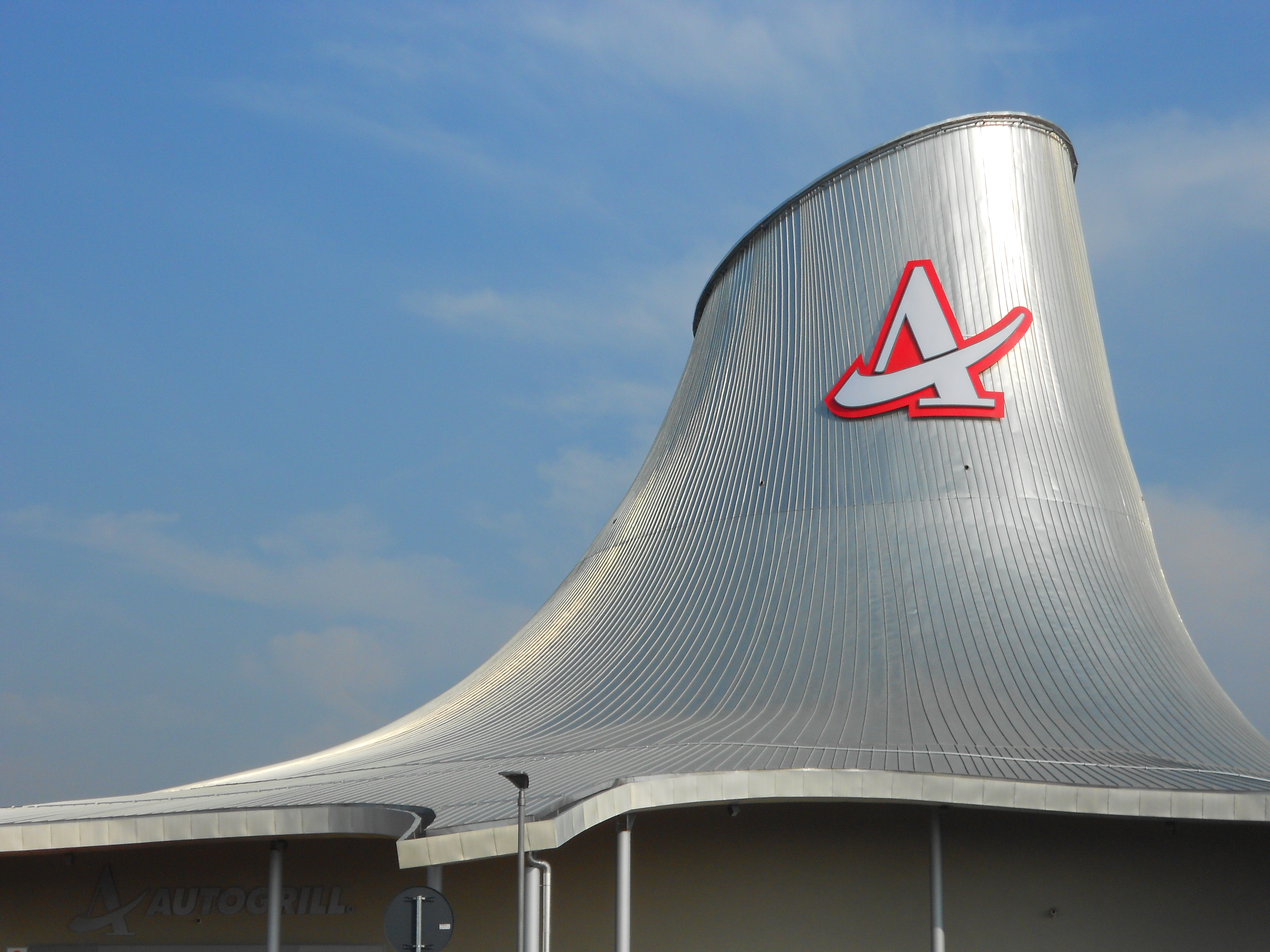
Ecogrill del arquitecto Giulio Ceppi - Lainate (Milán)

Autogrill fue fundada en 1977 cuando SME, una división del conglomerado estatal italiano Istituto per la Ricostruzione Industriale (IRI), adquirió y fusionó el grupo de restaurantes italianos Motta, Pavesi y Alemagna. Pavesi había empezado a operar una área de servicio en la autopista Milán-Novara en 1947, reemplazándolo por una estructura en puente que permitía el acceso en las dos direcciones quince años más tarde. Habiendo crecido tanto en el mercado doméstico y mediante adquisiciones en el extranjero, Autogrill fue privatizada por el gobierno italiano en 1995 en una operación en la que el IRI se deshizo de su negocio en el sector de alimentación y bebidas. Edizione Holding, la compañía holding financiera de la familia Benetton, adquirió una participación de control en este proceso.
Edizione puso la compañía a cotizar en la bolsa de Milán en 1997, desencadenando una serie de adquisiciones en los mercados extranjeros.
A final de 1998, Autogrill se había asegurado el control del operadora francesa Sogerba (previamente propiedad de Granada Group); AC Restaurantes y  Hoteles del Benelux así como 14 sucursales de la cadena Wienerwald en Austria y Alemania.
Otras importantes adquisiciones del grupo incluyeron la firma suiza Passaggio (completada en 2001), el 70% del operador de estaciones de trenes de alta velocidad Receco en 2002 y la belga Carestel (completada en 2007).